# 565 Marbachia
Marbachia (asteroide 565) é um asteroide da cintura principal com um diâmetro de 27,57 quilómetros, a 2,1303906 UA. Possui uma excentricidade de 0,1283881 e um período orbital de 1 395,71 dias (3,82 anos).
Marbachia tem uma velocidade orbital média de 19,05130408 km/s e uma inclinação de 10,99229º.
Esse asteroide foi descoberto em 9 de Maio de 1905 por Max Wolf.